# Oxyporus lilaceus
Oxyporus lilaceus är en svampart som beskrevs av Corner 1987. Oxyporus lilaceus ingår i släktet Oxyporus, klassen Agaricomycetes, divisionen basidiesvampar och riket svampar.   Inga underarter finns listade i Catalogue of Life.